# 變形金剛：超能連結
《變形金剛：超能連結》（日语：トランスフォーマー スーパーリンク）是由日本Actas公司在2004年所製作的變形金剛之動畫作品，共52集（美國版為51集）。本故事是變形金剛新時代系列的第三部作品，為前作「變形金剛：微型傳說」的續集。本作咸認為是「變形金剛2010」的新時代詮釋版，一開始的走向也相近，不過劇情讓許多人有些不滿，有部分原因也是因為人類男主角奇克搶了太多戲份導致觀賞者不太滿意。本作並無續篇，而美國版則將「變形金剛：銀河原力」修改部分劇情後當成續集，臺灣卡通頻道以變型金剛超能量爭霸戰之名播映。

## 劇情概要
微型傳說的戰鬥已經過了十年。
在地球上，博派戰士們發現了新的能源，也就是被稱為「能量晶體」(Energon)的奇特能源。
在此同時，潛伏於宇宙大帝(Unicron)殘骸中的ALPHA Q率領的恐懼獸軍團開始進攻世界各地的能量晶體採掘点，此時密卡登轉变為格威龍，並集結狂派成員。
世界變成博派、狂派和Alpha Q軍團的能量晶體爭奪戰場。

## 本作關鍵字
能量晶體/Energon
在微型傳說的大戰過後，博派在地球上發現了特殊的晶體──這個晶體能夠提供大量能量，並被稱為「能量晶體」，本作開始的海上城市便是為了開採地球上的能量晶體而建造的開採基地。
另外，不只地球，火星和小行星也有能量晶體的存在，由於能夠提供大量的能量，因此很快的，在狂派重新集結之後，他們爭奪的目標也從微型傳說中的微型金剛變成了能量晶體。

## 登場角色
格式為「通用中譯/日文名/日文直接英譯/美國ARMADA版本人名」

### 地球人

#### 本作主角
奇克//Kicker/Chad "Kicker" Jones
聲：岸尾大輔/陳進益(台灣)
本作男主角，16歲。
幼時和父親瓊斯博士一起去賽博坦星時對變形金剛留下了不太好的印象，因此不是很喜歡那些博派所屬的變形金剛，但最後為了保護地球，他只能和博派站在同一陣線。搭檔是路霸。在戰鬥時是穿上父親給予的戰鬥服戰鬥。
在和父親一起去賽博坦星的時候碰到賽博坦星中的神祕存在「元始天尊」，並被元始天尊給予了探知能量晶體所在處的能力。
名字的由來似乎是因為「很愛踢東西」的緣故。
和路霸（或鐵皮）成為戰友。一開始兩人相處的不是很好，但隨著劇情的發展，互相變成不可或缺的戰友。
米莎//Mischa/Mischa Miramond
聲：田上由希子/錢欣郁(台灣/不確定)
奇克的青梅竹馬，似乎也是奇克的女朋友。
在奇克以博派戰鬥員的身份和博派戰鬥之時，也以科學研究者的身分從旁協助奇克和博派。

#### 前作主角
雷德//Rad/Bradley "Rad" White
另有拉德的譯名。
聲：中井將貴
前作「微型傳說」男主角，本名「布雷德(Brad)」。
於本作中，在賽博坦星的博派基地擔任瓊斯博士的助手
卡洛斯//Carlos/Carlos Lopez
聲：遠藤純一
前作「微型傳說」副主角，於本作中成為太空人。
雅莉莎//Alexia/Alexis
另有艾蕾莎的譯名。
聲：富坂晶
前作「微型傳說」女主角，於本作中擔任地球聯邦政府的發言人，並說服地球聯邦政府和博派站在同一陣線。

### 博派

#### 柯博文小隊
柯博文//Grand Convoy/Optimus Prime
聲：小西克幸/
另有巨神柯博文的翻譯名，博派總司令官，變形為拖車。
GRAND FORCE//Prime Force
奇克的父親‧瓊斯博士為柯博文製造的支援機械，總共四架，平常收納於貨車型態後方的貨櫃中。
柯博文也能和其進行合體成為超級模式。
/Fire-1
消防車型，在超級模式時可以變形為右手臂或者是右腳。(通常是右手臂)
/Copter-2
直升機型，在超級模式時可以變形為左手臂或者是左腳。(通常是左手臂)
/Digger-3
挖掘機型，在超級模式時可以變形為右手臂或者是右腳。(通常是右腳)
/Submarine-4
潛水艇型，在超級模式時可以變形為左手臂或者是左腳。(通常是左腳)
飛翼柯博文/
跟飛翼劍合體。
大力柯博文/
跟大力金剛合體。
路霸//RoadBuster/Ironhide（鐵皮/也是台灣卡通頻道的譯名）
聲：岩田光央
奇克的搭檔，變形為越野車。
洛迪文//Hot Shot/(美國版相同)（重擊砲/也是台灣卡通頻道的譯名）
聲：鳥海浩輔
和「微型傳說」中的洛迪文(/Hot Rod)為同一人物，變形為黃色跑車。
天火//Sky Fire/Jet Fire
聲：檜山修之
博派副司令官，變形為太空梭。
地獄火//Inferno
聲：神奈延年
博派防衛参謀，變形為消防車
飛翼劍//Wind Saber
聲：遊佐浩二
變形為隱形戰機
大力金剛//Omega Supreme
聲：三宅健太
航空合體//Superion Maximus
聲：千葉一伸

#### 洛迪文至尊小隊
洛迪文至尊（洛迪文）//Rodimus Convoy/Rodimus
聲：置鮎龍太郎/曹冀魯(台灣)
和洛迪文並不是同一個角色，他在數萬年前曾經和柯博文一起奮戰過，但兩人對於能量晶體的看法有些不一致。
紅色警戒//Red Alert/Prowl
聲：保村真
變形為F1型警車。
地雷// Landmine
聲：三宅健太
變形為裝甲救濟車。

#### 其他博派小隊成員
下面三人常為一個小隊，但沒有特定的小隊名稱
加速器/オーバードライブ/Overdrive/Cliffjumper
聲：小西克幸
變形為越野車。
千斤頂/ホイルジャック/Wheeljack/Downshift
聲：保村真
變形為跑車。
彈簧/スプラング/Sprung/Bulkhead
聲：飛田展男
變形為戰鬥直升機。

#### 微型金剛
聖劍‧能量晶體軍刀//Energon Saber
奇克在火星基地地下發現的三架微型金剛合體的巨劍，能夠變形成噴射機模式讓奇克搭乘於上，通常是路霸和奇克在使用，不過柯博文自己也用過幾次。
比姆//Wreckage
帕爾斯//Scattor
雷薩//Skyboom

#### 賽博坦星
元始天尊//Primus/(美國版相同)

### 狂派
密卡登（格威龍）/ガルバトロン/Megatron(Galvatron)/(美版和日版相同)
聲：遠藤純一
狂派領袖，和「微型傳說」中的密卡登為同一角色
潮汐波/ショックウェーブ→ ショックフリート/Shockwave → Shockfleet/Tidal Wave→ Mirage
聲：山野井仁
和「微型傳說」中的潮汐波為同一角色
鐵皮/アイアンハイド→ アイアントレッド/Ironhide → Irontread/Ironhide→ Demolishor
聲：遊佐浩二
和「微型傳說」中的鐵皮為同一角色
旋風/サンドストーム → スノーストーム/Sandstorm → Snowstorm/Cyclonus→ Snow Cat
聲：千葉一伸
和「微型傳說」中的旋風為同一角色
天王星/スタースクリーム/Night Scream/Starscream
聲：飛田展男
震盪波/レーザーウェーブ/Laser Wave/Shockblast
聲：神奈延年
六面獸/シックスショット/Six Shot
聲：神奈延年
軍事合體/ブルーティカス/Bruticus/Bruticus Maximus
聲：保村真
工程合體/ビルドロン/Buildron/Constructicon Maximus
聲：飛田展男

### 阿爾法Q 軍團
阿爾法Q/Alpha Q/アルファQ/Alpha Quintesson
聲：長島雄一
可以跟奇克作心電感應。
撒克巨人/メガザラック/Scorponok
聲：増谷康紀
恐懼獸/テラーコン/Terrorcon
Alpha Q利用宇宙大帝的力量製造的量產機體。

### 其他
宇宙大帝/ユニクロン/Unicron
聲：神奈延年
宇宙大帝，變形金剛的古老威脅。和「微型傳說」中的尤尼克隆為同一角色。

## 主題曲

### 片頭曲
『太陽のtransform!!』
作詞： 桑原永江、作曲：剱持満、編曲：中川幸太郎、歌：北谷洋

### 片尾曲
『Calling you'』
作詞： 藤林聖子、作曲： 松川秀幸、編曲： 佐藤和豊、歌：谷本貴義

## 各集標題
格式為「日文原名/中文翻譯」
1. 浮上！オーシャンシティ/浮上！Ocean City
2. 輝け！エネルゴンスター/光輝！Energon Star
3. メガザラックの罠/撒克巨人的陷阱
4. メガトロンの証/密卡登的證明
5. 新たなサイバトロンシティ/新的博派城市
6. 復活！ガルバトロン/復活！格威龍
7. デストロン襲来！/狂派、來襲！
8. 謎の暗殺者ナイトスクリーム/謎之暗殺者、NightScream
9. アステロイドベルトの死闘/小行星帶的死鬥
10. 出現！エネルゴンタワー/出現！Energon Tower
11. ちっぽけな宇宙/小小的宇宙
12. ジャングルシティの危機/叢林城市的危機
13. 狙われたキッカー/狙擊、奇克
14. エネルゴングリッド発動/Energon電子網發動
15. 敵か？味方か？ロディマスコンボイ/敵人？同盟？洛迪文至尊
16. めざせ！ユニクロン/目標！宇宙大帝
17. ダイノボットが降ってくる！/恐懼獸大降臨!
18. 対決！ふたりのコンボイ/對決！兩名柯博文
19. 恐怖！ユニクロン始動/恐怖！宇宙大帝啟動
20. アルファＱその正体/Alpha Q、其真面目是......
21. 大暴れ！レーザーウェーブ/震盪波大暴動
22. 暴走！飢えたユニクロン/暴走！饑渴的宇宙大帝
23. それぞれの戦い/各自的戰鬥
24. やれ！いまできること/做吧！現在能做的事
25. 疾風！ウイングセイバー/疾風！飛翼劍
26. 切り裂かれた宇宙/被撕裂的宇宙
27. チームコンボイの行方/柯博文小隊的去處
28. 守るべき星々/需要保護的星球
29. 囚われのインフェルノ/被囚禁的地獄火
30. 業火！ジャングルプラネット/大火！叢林星球
31. いざ！スプラング見参/來了！彈簧參見
32. さらば　インフェルノ/再見了 地獄火
33. 戻れ！われらのメガザラック/回來 我們的薩克巨人（美國版未播出）
34. 特訓だぁ！ロードバスター/特訓吧！路霸
35. 古の賢者・オメガスプリーム/古代賢者、大力金剛
36. 壮絶！アルファＱの戦い/壯烈！Alpha Q的戰鬥
37. レーザーウェーブの最期/震盪波的末日
38. 死闘！オメガコンボイ/死鬥！大力柯博文
39. ユニクロン消滅/宇宙大帝、消滅
40. ガルバトロンの蘇る野望/格威龍復甦的野心
41. スペリオンの希望/航空合體的希望
42. 撃沈！ミランダⅡ世号/擊沉！Miranda二世號
43. それゆけ！オムニコン/大膽試試吧！整合金剛
44. （SP）必見！夢の最強マッチ/（特別編） 必看！夢幻的最強對決
45. 爆走トレイン！オメガスプリーム/爆走列車！大力金剛
46. バラバラ、デストロン軍団/狂派 支離破碎
47. 凄いぞ！チームロードバスター/太棒了！路霸小隊
48. 恐ろしや！巨大ガルバトロン/恐怖！巨大的格威龍
49. 空前絶後！超破壊大帝/空前絕後！超破壞大帝
50. コンビネーションスパークの力/結合所有火種之力
51. エネルゴン、それは太陽/能量晶體、那就是太陽